# 美丽獐牙菜
美丽獐牙菜（学名：Swertia angustifolia var. pulchella）为龙胆科獐牙菜属下的一个变种。

## 扩展阅读
- 維基物種上的相關：美丽獐牙菜